# 3479 Malaparte
3479 Malaparte eller 1980 TQ är en asteroid i huvudbältet som upptäcktes den 3 oktober 1980 av den tjeckiske astronomen Zdeňka Vávrová vid Kleť-observatoriet. Den är uppkallad efter den italienske författaren Curzio Malaparte.
Asteroiden har en diameter på ungefär 18 kilometer.